# Linazay
Linazay is een gemeente in het Franse departement Vienne (regio Nouvelle-Aquitaine) en telt 211 inwoners (2005). De plaats maakt deel uit van het arrondissement Montmorillon.

## Geografie
De oppervlakte van Linazay bedraagt 9,1 km², de bevolkingsdichtheid is 23,2 inwoners per km².

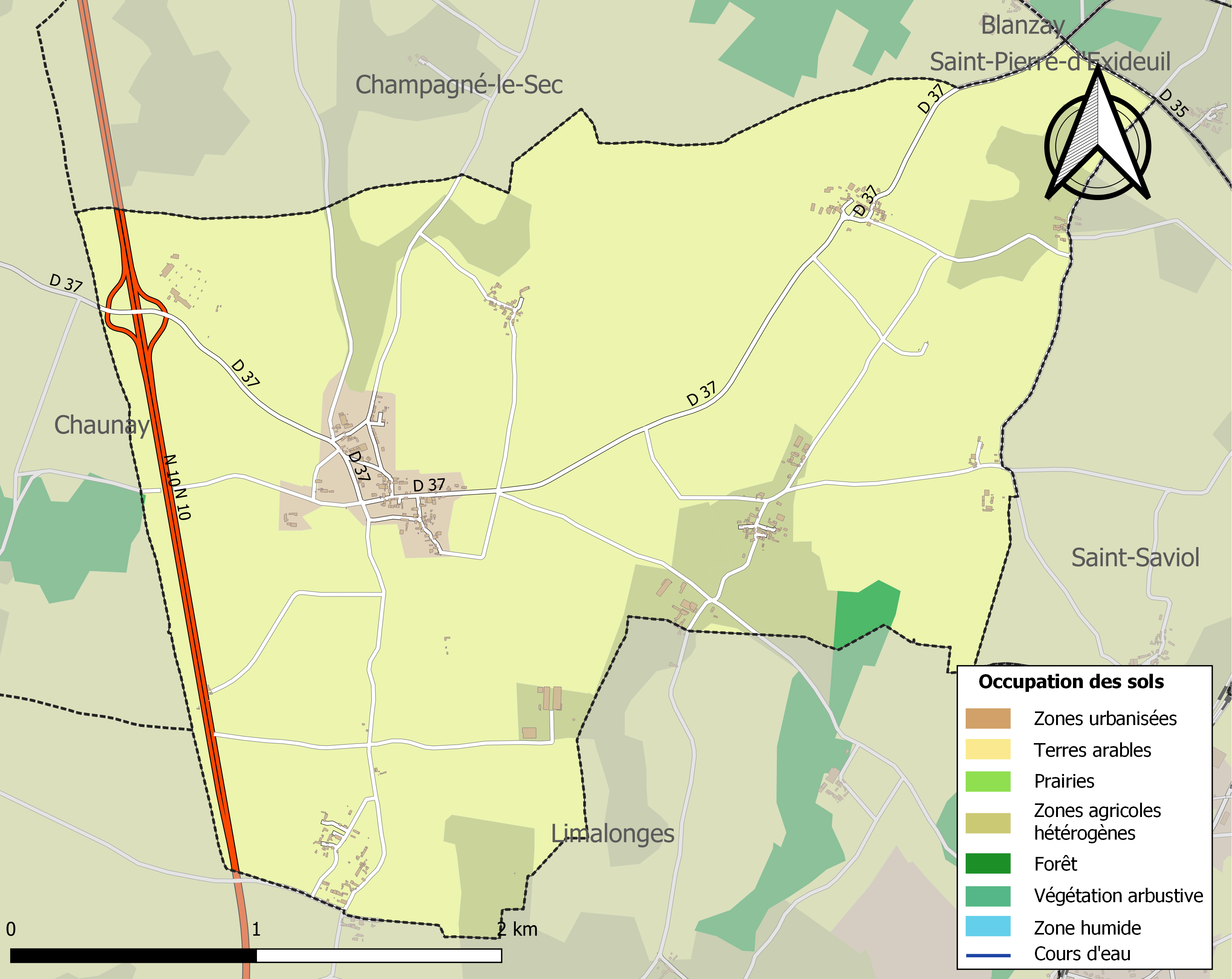
Kaart van de gemeente met de belangrijkste infrastructuur, bodemgebruik en omliggende gemeenten

## Demografie
Onderstaande figuur toont het verloop van het inwonertal (bron: INSEE-tellingen).